# Pamphagulus bodenheimeri
Pamphagulus bodenheimeri is een rechtvleugelig insect uit de familie Dericorythidae. De wetenschappelijke naam van deze soort is voor het eerst geldig gepubliceerd in 1929 door Uvarov.